# 日本の新進作家展
日本の新進作家展（にほんのしんしんさっかてん）は、 東京都写真美術館で2002年より継続して開催されている企画展。写真・映像の可能性に挑戦する、将来性のある作家の発掘が目的とされている。

## 出品作家
2025年 Vol.22
- スクリプカリウ落合安奈、岡 ともみ、呉 夏枝、寺田健人、甫木元 空

2024年 Vol.21「現在地のまなざし」担当学芸員：小林 麻衣子
- 大田黒衣美、かんのさゆり、千賀健史、金川晋吾、原田裕規

2023年 Vol.20「見るまえに跳べ」担当学芸員：浜崎加織
- うつゆみこ、淵上裕太、星 玄人、夢無子、山上新平

2022年 Vol.19「見るは触れる」担当学芸員：遠藤みゆき
- 水木 塁、澤田 華、多和田有希、永田康祐、岩井 優

2021年 vol.18「記憶は地に沁み、風を越え」担当学芸員：山田裕理
- 池田 宏、小森はるか＋瀬尾夏美、潘 逸舟、山元彩香、吉田志穂

2020年 vol.17「あしたのひかり」担当学芸員：石田哲朗
- 岩根 愛、赤鹿麻耶、菱田雄介、原 久路＆林ナツミ、鈴木麻弓

2019年 vol.16「至近距離の宇宙」担当学芸員：武内厚子
- 相川 勝、井上 佐由紀、齋藤陽道、濱田祐史、藤安 淳、八木良太

2018年 vol.15「小さいながらもたしかなこと」担当学芸員：伊藤貴弘
- 森 栄喜、ミヤギフトシ、細倉真弓、石野郁和、河合智子

2017年 vol.14「無垢と経験の写真」担当学芸員：丹羽晴美
- 片山真理、金山貴宏、鈴木のぞみ、武田慎平、吉野英理香

2016年 vol.13「東京」担当学芸員：藤村里美
- 小島康敬、佐藤信太郎、田代一倫、中藤毅彦、野村恵子、元田敬三

2013年 vol.12「路上から世界を変えていく」
- 糸崎公朗、大森克己、鍛治谷 直記、津田隆志、林ナツミ

2012年 vol.11「この世界とわたしのどこか」担当学芸員：笠原 美智子
- 菊地智子、田口和奈、笹岡啓子、大塚千野、蔵 真墨

2011年 vol.10「写真の飛躍」
- 添野和幸、西野壮平、北野 謙、佐野陽一、春木 麻衣子

2010年 vol.09「かがやきの瞬間」
- 中村ハルコ、小畑雄嗣、白井里実、池田宏彦、結城臣雄、山城知佳子

2009年 vol.08「出発──6人のアーティストによる旅」
- 石川直樹、百々 武、内藤さゆり、尾仲浩二、さわひらき、百瀬俊哉

2008年 vol.07「オン・ユア・ボディ」
- 朝海陽子、澤田知子、塩崎由美子、志賀 理江子、高橋ジュンコ、横溝 静

2007年 vol.06「スティル／アライヴ」
- 伊瀬聖子、大橋 仁、屋代敏博、田中功起

2007年 vol.05「地球（ほし）の旅人──新たなネイチャーフォトの挑戦」
- 前川貴行、菊池哲男、林 明輝

2006年 vol.04「私のいる場所 ゼロ年代の写真論」
- ジャン=ポール・ブロヘス、アントワーン・ダガタ、染谷 亜里可、エリナ・ブロテルス、塩田千春、アンニ・エミリア・レッパラ、姜 愛蘭（カン・アイラン）、ニコール・トラン・バ・ヴァン、ジャクリーヌ・ハシンク、原 美樹子、サボー・シャロルタ、池田晶紀、セカンドプラネット（宮川敬一、外田久雄）、みうらじゅん、ロモグラフィー

2004年 vol.03「新花論」
- 赤崎みま、銅金裕司、櫃田珠実、鬼頭健吾

2003年 vol.02「幸福論」
- 蜷川実花、三田村 光土里、小松敏宏

2002年 vol.01「風景論」担当学芸員：笠原美智子
- 平野正樹、鈴木理策、中野正貴